# Pelosia hispanica
Pelosia hispanica là một loài bướm đêm thuộc phân họ Arctiinae, họ Erebidae.